# International Journal of Acarology
International Journal of Acarology – recenzowane czasopismo naukowe, publikujące w dziedzinie akarologii, wydawane przez Taylor & Francis. Tematyka pisma obejmuje biologię, biochemię, etologię, ekologię, kontrolę, ewolucję, morfologię, fizjologię, systematykę oraz taksonomię roztoczy.
Czasopismo jest abstraktowane i indeksowane przez: Current Contents/ Agriculture, Biology and Environmental Sciences, ISI Alerting Services, Science Citation Index Expanded, Biological Science Information Service/Biological Abstracts, CAB Abstracts, Cambridge Scientific Abstracts, Pest Directory Database of ISPS (International Society for Pest Information), Zoological Record oraz Elsevier Bibliographic Services.